# División de Honor Juvenil de España 2019-20
La temporada 2019-20 fue la 34.ª edición de la División de Honor Juvenil de España, la cual corresponde a la máxima categoría de los equipos sub-19 de España. La competencia se inició el 5 de septiembre de 2019 e iba a finalizar su fase regular originalmente el 1 de mayo de 2019. Sin embargo, debido a la pandemia por COVID-19 que afectó España, la RFEF suspendió los encuentros el 9 de marzo de 2020.
Finalmente el organismo organizador dio por finalizada la competición precipitadamente el 25 de mayo de 2020 con el fin de proteger a los jugadores, dando por terminadas las participaciones de los equipos con los puntajes alcanzados hasta la última fecha en disputa, proclamando campeones a quienes habían llegado a esa fecha como primeros, junto con cancelar las ediciones de Copa de Campeones y Copa del Rey juvenil de ese año.
De esta forma, se dejan sin efecto las clasificaciones para que no descendiese ningún equipo, por otra parte, se organizaron ascensos rápidos para que los equipos de la Liga Nacional Juvenil puedan sumarse a la categoría por la próxima temporada.
Finalmente, se decidió que entre todos los grupos el equipo que posea el mejor coeficiente acumulado a lo largo de toda la competición va a ocupar el cupo de Copa de Campeones para la Liga Juvenil de la UEFA 2020-21, quien sería el Celta de Vigo, quien tenía el mejor rendimiento hasta la jornada 25.

## Sistema de competición
Para esta edición del campeonato son 114 equipos quienes conforman los siete grupos en competencia de 16 a 18 equipos cada uno, los cuales son compuestos según criterios de proximidad geográfica.
- Grupo I: Asturias, Cantabria y Galicia
- Grupo II: Aragón, País Vasco, La Rioja y Navarra
- Grupo III: Aragón, Baleares, Cataluña
- Grupo IV: Andalucía, Ceuta y Melilla
- Grupo V: Castilla y León, Comunidad de Madrid y Extremadura
- Grupo VI: Islas Canarias
- Grupo VII: Castilla-La Mancha, Comunidad de Madrid, Comunidad Valenciana y Región de Murcia

Siguiendo un sistema de liga, originalmente los equipos de cada grupo se debían enfrentar todos contra todos en dos ocasiones, en campo propio y contrario. El ganador de un partido obtiene tres puntos mientras que el perdedor suma ninguno, y en caso de un empate cada equipo consigue un punto. Sin embargo, producto de la pandemia de COVID-19 en España, la Real Federación Española de Fútbol decidió terminar el torneo de forma precipitada, dando como campeones a los equipos que estén primeros hasta el 8 de marzo de 2020.

### La categoría juvenil
El reglamento de la Real Federación Española de Fútbol establece que la licencia de futbolista juvenil corresponde a los que cumplan diecisiete años a partir del primero de enero de la temporada de que se trate, hasta la finalización de la temporada en que cumplan los diecinueve.

## Tablas de clasificación

### Grupo 1
| Pos. | Equipo              | Pts. | PJ | G  | E  | P  | GF | GC | Dif. | Clasificación 2019-20 |
| ---- | ------------------- | ---- | -- | -- | -- | -- | -- | -- | ---- | --------------------- |
| 1    | Celta de Vigo       | 67   | 25 | 21 | 4  | 0  | 76 | 19 | +57  |                       |
| 2    | Sporting de Gijón   | 62   | 25 | 19 | 5  | 1  | 73 | 18 | +55  |                       |
| 3    | Deportivo La Coruña | 45   | 25 | 13 | 6  | 6  | 41 | 25 | +16  |                       |
| 4    | Racing de Santander | 44   | 25 | 13 | 5  | 7  | 53 | 38 | +15  |                       |
| 5    | Club Bansander      | 40   | 25 | 10 | 10 | 5  | 34 | 24 | +10  |                       |
| 6    | Real Oviedo         | 37   | 25 | 11 | 4  | 10 | 40 | 39 | +1   |                       |
| 7    | ED Val Miñor        | 34   | 25 | 10 | 4  | 11 | 39 | 34 | +5   |                       |
| 8    | CD Conxo            | 33   | 25 | 8  | 9  | 8  | 32 | 37 | −5   |                       |
| 9    | CD Roces            | 32   | 25 | 10 | 2  | 13 | 34 | 42 | −8   |                       |
| 10   | CD Lugo             | 30   | 25 | 8  | 6  | 11 | 33 | 37 | −4   |                       |
| 11   | Ural CF             | 30   | 25 | 8  | 6  | 11 | 32 | 41 | −9   |                       |
| 12   | Atlético Perines    | 30   | 25 | 8  | 6  | 11 | 23 | 41 | −18  |                       |
| 13   | Racing de Ferrol    | 24   | 25 | 6  | 6  | 13 | 25 | 40 | −15  |                       |
| 14   | Real Avilés CF      | 20   | 25 | 5  | 5  | 15 | 18 | 49 | −31  |                       |
| 15   | CD Calasanz         | 16   | 25 | 4  | 4  | 17 | 23 | 54 | −31  |                       |
| 16   | CD Marina           | 13   | 25 | 3  | 4  | 18 | 19 | 57 | −38  |                       |

Actualizado a los partidos jugados el Finalizado.
 Fuente: 
Criterios de clasificación: Puntos · Enfrentamientos directos · Diferencia de goles · Goles a favor · Puntos fair-play · Play-off.

### Grupo 2
| Pos. | Equipo               | Pts. | PJ | G  | E  | P  | GF | GC | Dif. | Clasificación 2019-20 |
| ---- | -------------------- | ---- | -- | -- | -- | -- | -- | -- | ---- | --------------------- |
| 1    | Athletic Club        | 57   | 25 | 18 | 3  | 4  | 64 | 21 | +43  |                       |
| 2    | Real Sociedad        | 48   | 25 | 15 | 3  | 7  | 66 | 24 | +42  |                       |
| 3    | CA Osasuna           | 48   | 25 | 15 | 3  | 7  | 43 | 26 | +17  |                       |
| 4    | SD Eibar             | 45   | 25 | 14 | 3  | 8  | 54 | 31 | +23  |                       |
| 5    | Deportivo Alavés     | 42   | 25 | 10 | 12 | 3  | 51 | 30 | +21  |                       |
| 6    | Danok Bat CF         | 41   | 25 | 11 | 8  | 6  | 35 | 26 | +9   |                       |
| 7    | Arenas Club de Getxo | 33   | 25 | 9  | 6  | 10 | 29 | 31 | −2   |                       |
| 8    | AD San Juan          | 32   | 25 | 8  | 8  | 9  | 28 | 35 | −7   |                       |
| 9    | CD Numancia          | 32   | 25 | 8  | 8  | 9  | 34 | 53 | −19  |                       |
| 10   | Antiguoko            | 30   | 25 | 8  | 6  | 11 | 38 | 45 | −7   |                       |
| 11   | SD Leioa             | 30   | 25 | 8  | 6  | 11 | 29 | 38 | −9   |                       |
| 12   | UDC Txantrea         | 30   | 25 | 7  | 9  | 9  | 32 | 42 | −10  |                       |
| 13   | CD Pamplona          | 30   | 25 | 8  | 6  | 11 | 23 | 34 | −11  |                       |
| 14   | UD Logroñés          | 29   | 25 | 7  | 8  | 10 | 27 | 45 | −18  |                       |
| 15   | UD Mutilvera         | 15   | 25 | 3  | 6  | 16 | 22 | 52 | −30  |                       |
| 16   | Valvanera CD         | 9    | 25 | 2  | 3  | 20 | 15 | 57 | −42  |                       |

Actualizado a los partidos jugados el Finalizado.
 Fuente: 
Criterios de clasificación: Puntos · Enfrentamientos directos · Diferencia de goles · Goles a favor · Puntos fair-play · Play-off.

### Grupo 3
| Pos. | Equipo                 | Pts. | PJ | G  | E  | P  | GF | GC | Dif. | Clasificación 2019-20 |
| ---- | ---------------------- | ---- | -- | -- | -- | -- | -- | -- | ---- | --------------------- |
| 1    | FC Barcelona           | 63   | 25 | 20 | 3  | 2  | 82 | 13 | +69  |                       |
| 2    | Real Zaragoza          | 61   | 25 | 20 | 1  | 4  | 55 | 22 | +33  |                       |
| 3    | RCD Espanyol           | 60   | 25 | 19 | 3  | 3  | 87 | 23 | +64  |                       |
| 4    | CE Europ               | 42   | 25 | 12 | 6  | 7  | 28 | 18 | +10  |                       |
| 5    | RCD Mallorca           | 41   | 25 | 11 | 8  | 6  | 41 | 34 | +7   |                       |
| 6    | UE Cornellà            | 39   | 25 | 10 | 9  | 6  | 34 | 24 | +10  |                       |
| 7    | CF Damm                | 38   | 25 | 11 | 5  | 9  | 52 | 40 | +12  |                       |
| 8    | Girona FC              | 36   | 25 | 10 | 6  | 9  | 45 | 38 | +7   |                       |
| 9    | Gimnàstic de Tarragona | 34   | 25 | 8  | 10 | 7  | 32 | 23 | +9   |                       |
| 10   | AD Stadium Casablanca  | 27   | 25 | 8  | 3  | 14 | 35 | 51 | −16  |                       |
| 11   | CD San Francisco       | 24   | 25 | 6  | 6  | 13 | 31 | 50 | −19  |                       |
| 12   | SD Huesca              | 24   | 25 | 5  | 9  | 11 | 17 | 39 | −22  |                       |
| 13   | CD Ebro                | 23   | 25 | 5  | 8  | 12 | 28 | 55 | −27  |                       |
| 14   | Atlético Villacarlos   | 20   | 25 | 6  | 2  | 17 | 23 | 68 | −45  |                       |
| 15   | Lleida Esportiu        | 14   | 25 | 4  | 2  | 19 | 19 | 75 | −56  |                       |
| 16   | UFB Jàbac i Terrassa   | 11   | 25 | 2  | 5  | 18 | 17 | 53 | −36  |                       |

Actualizado a los partidos jugados el Finalizado.
 Fuente: 
Criterios de clasificación: Puntos · Enfrentamientos directos · Diferencia de goles · Goles a favor · Puntos fair-play · Play-off.

### Grupo 4
| Pos. | Equipo                     | Pts. | PJ | G  | E  | P  | GF | GC  | Dif. | Clasificación 2019-20 |
| ---- | -------------------------- | ---- | -- | -- | -- | -- | -- | --- | ---- | --------------------- |
| 1    | Sevilla FC                 | 73   | 29 | 23 | 4  | 2  | 97 | 19  | +78  |                       |
| 2    | Málaga CF                  | 68   | 29 | 21 | 5  | 3  | 93 | 23  | +70  |                       |
| 3    | Real Betis                 | 64   | 29 | 20 | 4  | 5  | 98 | 23  | +75  |                       |
| 4    | Calavera CF                | 59   | 29 | 17 | 8  | 4  | 49 | 21  | +28  |                       |
| 5    | Granada CF                 | 58   | 29 | 17 | 7  | 5  | 68 | 25  | +43  |                       |
| 6    | CD San Félix               | 47   | 29 | 14 | 5  | 10 | 65 | 38  | +27  |                       |
| 7    | UD Almería                 | 47   | 29 | 13 | 8  | 8  | 54 | 39  | +15  |                       |
| 8    | Cádiz CF                   | 44   | 29 | 11 | 11 | 7  | 45 | 35  | +10  |                       |
| 9    | CD Vázquez Cultural        | 44   | 29 | 13 | 5  | 11 | 43 | 42  | +1   |                       |
| 10   | CD Santa Fe                | 35   | 29 | 11 | 2  | 16 | 53 | 68  | −15  |                       |
| 11   | Córdoba CF                 | 34   | 29 | 10 | 4  | 15 | 42 | 44  | −2   |                       |
| 12   | AD Nervión                 | 32   | 29 | 8  | 8  | 13 | 32 | 44  | −12  |                       |
| 13   | CD 26 de Febrero           | 29   | 29 | 7  | 8  | 14 | 26 | 50  | −24  |                       |
| 14   | Castilleja CF              | 28   | 29 | 7  | 7  | 15 | 27 | 44  | −17  |                       |
| 15   | Recreativo de Huelva       | 28   | 29 | 8  | 4  | 17 | 48 | 74  | −26  |                       |
| 16   | UD Dos Hermanas–San Andrés | 16   | 29 | 2  | 10 | 17 | 28 | 61  | −33  |                       |
| 17   | Gimnástica Ceuta           | 15   | 29 | 4  | 3  | 22 | 26 | 125 | −99  |                       |
| 18   | Peña Barcelonista Melilla  | 8    | 29 | 1  | 5  | 23 | 13 | 132 | −119 |                       |

Actualizado a los partidos jugados el Finalizado.
 Fuente: 
Criterios de clasificación: Puntos · Enfrentamientos directos · Diferencia de goles · Goles a favor · Puntos fair-play · Play-off.

### Grupo 5
| Pos. | Equipo                | Pts. | PJ | G  | E | P  | GF | GC | Dif. | Clasificación 2019-20 |
| ---- | --------------------- | ---- | -- | -- | - | -- | -- | -- | ---- | --------------------- |
| 1    | Real Madrid CF        | 66   | 25 | 21 | 3 | 1  | 83 | 14 | +69  |                       |
| 2    | Atlético Madrid       | 62   | 25 | 20 | 2 | 3  | 50 | 9  | +41  |                       |
| 3    | Real Valladolid       | 49   | 25 | 15 | 4 | 6  | 54 | 25 | +29  |                       |
| 4    | Rayo Vallecano        | 39   | 25 | 11 | 6 | 8  | 25 | 27 | −2   |                       |
| 5    | Getafe CF             | 38   | 25 | 11 | 5 | 9  | 32 | 24 | +8   |                       |
| 6    | CF Rayo Majadahonda   | 34   | 25 | 10 | 4 | 11 | 30 | 38 | −8   |                       |
| 7    | CD Leganés            | 33   | 25 | 10 | 3 | 12 | 30 | 39 | −9   |                       |
| 8    | Burgos CF             | 32   | 25 | 9  | 5 | 11 | 27 | 32 | −5   |                       |
| 9    | AD Alcorcón           | 31   | 25 | 8  | 7 | 10 | 24 | 28 | −4   |                       |
| 10   | Aravaca CF            | 29   | 25 | 8  | 5 | 12 | 29 | 47 | −18  |                       |
| 11   | AD Unión Adarve       | 27   | 25 | 7  | 6 | 12 | 31 | 39 | −8   |                       |
| 12   | CD Badajoz            | 27   | 25 | 7  | 6 | 12 | 21 | 29 | −8   |                       |
| 13   | Extremadura UD        | 26   | 25 | 6  | 8 | 11 | 32 | 47 | −15  |                       |
| 14   | CD Móstoles URJC      | 25   | 25 | 7  | 4 | 14 | 34 | 53 | −19  |                       |
| 15   | Santa Marta de Tormes | 24   | 25 | 7  | 3 | 15 | 23 | 53 | −30  |                       |
| 16   | Atlético Pinto        | 19   | 25 | 4  | 7 | 14 | 27 | 48 | −21  |                       |

Actualizado a los partidos jugados el Finalizado.
 Fuente: 
Criterios de clasificación: Puntos · Enfrentamientos directos · Diferencia de goles · Goles a favor · Puntos fair-play · Play-off.

### Grupo 6
| Pos. | Equipo                   | Pts. | PJ | G  | E | P  | GF | GC | Dif. | Clasificación 2019-20 |
| ---- | ------------------------ | ---- | -- | -- | - | -- | -- | -- | ---- | --------------------- |
| 1    | UD Las Palmas            | 65   | 25 | 21 | 2 | 2  | 61 | 9  | +52  |                       |
| 2    | CD Tenerife              | 52   | 25 | 16 | 4 | 5  | 57 | 15 | +42  |                       |
| 3    | Acodetti CF              | 50   | 25 | 15 | 5 | 5  | 57 | 32 | +25  |                       |
| 4    | CD Orientación Marítima  | 45   | 25 | 14 | 3 | 8  | 42 | 33 | +9   |                       |
| 5    | SD San José              | 43   | 25 | 12 | 7 | 6  | 41 | 29 | +12  |                       |
| 6    | CD Sobradillo            | 37   | 25 | 10 | 7 | 8  | 34 | 35 | −1   |                       |
| 7    | CF Unión Viera           | 37   | 25 | 11 | 4 | 10 | 48 | 45 | +3   |                       |
| 8    | AD Huracán               | 31   | 25 | 9  | 4 | 12 | 43 | 42 | +1   |                       |
| 9    | CD Maspalomas            | 31   | 25 | 9  | 4 | 12 | 33 | 45 | −12  |                       |
| 10   | UD Los Llanos de Aridane | 30   | 25 | 7  | 9 | 9  | 34 | 41 | −7   |                       |
| 11   | CD Laguna                | 29   | 25 | 7  | 8 | 10 | 25 | 28 | −3   |                       |
| 12   | CF Juventud Laguna       | 25   | 25 | 7  | 4 | 14 | 31 | 56 | −25  |                       |
| 13   | RC Victoria              | 25   | 25 | 6  | 7 | 12 | 34 | 53 | −19  |                       |
| 14   | CD Marino                | 19   | 25 | 4  | 7 | 14 | 34 | 63 | −29  |                       |
| 15   | CD Ofra                  | 19   | 25 | 4  | 7 | 14 | 23 | 52 | −29  |                       |
| 16   | UD San Fernando          | 17   | 25 | 3  | 8 | 14 | 20 | 39 | −19  |                       |

Actualizado a los partidos jugados el Finalizado.
 Fuente: 
Criterios de clasificación: Puntos · Enfrentamientos directos · Diferencia de goles · Goles a favor · Puntos fair-play · Play-off.

### Grupo 7
| Pos. | Equipo             | Pts. | PJ | G  | E  | P  | GF | GC | Dif. | Clasificación 2019-20 |
| ---- | ------------------ | ---- | -- | -- | -- | -- | -- | -- | ---- | --------------------- |
| 1    | Villarreal CF      | 61   | 25 | 19 | 4  | 2  | 67 | 19 | +48  |                       |
| 2    | Levante UD         | 59   | 25 | 18 | 5  | 2  | 49 | 14 | +35  |                       |
| 3    | CD Roda            | 56   | 25 | 17 | 5  | 3  | 46 | 17 | +29  |                       |
| 4    | Valencia CF        | 54   | 25 | 17 | 3  | 5  | 58 | 20 | +38  |                       |
| 5    | Atlético Madrileño | 38   | 25 | 11 | 5  | 9  | 38 | 27 | +11  |                       |
| 6    | Elche CF           | 37   | 25 | 10 | 7  | 8  | 41 | 26 | +15  |                       |
| 7    | Albacete Balompié  | 31   | 25 | 7  | 10 | 8  | 36 | 37 | −1   |                       |
| 8    | Alboraya UD        | 30   | 25 | 8  | 6  | 11 | 29 | 41 | −12  |                       |
| 9    | CF Torre Levante   | 29   | 25 | 8  | 5  | 12 | 28 | 44 | −16  |                       |
| 10   | Patacona CF        | 29   | 25 | 7  | 8  | 10 | 34 | 33 | +1   |                       |
| 11   | UCAM Murcia CF     | 28   | 25 | 7  | 7  | 11 | 18 | 30 | −12  |                       |
| 12   | Lorca CFB          | 27   | 25 | 7  | 6  | 12 | 22 | 44 | −22  |                       |
| 13   | Real Murcia        | 24   | 25 | 6  | 6  | 13 | 21 | 46 | −25  |                       |
| 14   | CD Toledo          | 21   | 25 | 6  | 3  | 16 | 15 | 46 | −31  |                       |
| 15   | UD Alzira          | 20   | 25 | 5  | 5  | 15 | 14 | 35 | −21  |                       |
| 16   | Hércules CF        | 12   | 25 | 3  | 3  | 19 | 17 | 54 | −37  |                       |

Actualizado a los partidos jugados el Finalizado.
 Fuente: 
Criterios de clasificación: Puntos · Enfrentamientos directos · Diferencia de goles · Goles a favor · Puntos fair-play · Play-off.

## Copa de Campeones 2020
Debido a la pandemia por COVID-19 que afectaba a España y el resto de Europa, las Real Federación Española de Fútbol decidió la suspensión de la Copa de Campeones 2020, junto a la Copa del Rey Juvenil 2020.

### Cupo Liga Juvenil de la UEFA 2020-21
El quinto cupo que recibe la Federación de España para la Liga Juvenil de la UEFA fue entregado al equipo, entre todos los grupos, que presentase el mejor coeficiente de desempeño hasta la fecha de cancelación del torneo, en esta oportunidad le correspondió al Celta de Vigo.
| Grupo. | Equipo         | Coef. | Pts. | PJ | G  | E | P | GF | GC | DG  |
| ------ | -------------- | ----- | ---- | -- | -- | - | - | -- | -- | --- |
| I      | Celta de Vigo  | 2.68  | 67   | 25 | 21 | 4 | 0 | 76 | 19 | +57 |
| V      | Real Madrid CF | 2.64  | 66   | 25 | 21 | 3 | 1 | 83 | 14 | +69 |
| VI     | UD Las Palmas  | 2.6   | 65   | 25 | 21 | 2 | 2 | 61 | 9  | +52 |
| III    | FC Barcelona   | 2.52  | 63   | 25 | 20 | 3 | 2 | 82 | 13 | +69 |
| IV     | Sevilla FC     | 2.517 | 73   | 29 | 23 | 4 | 2 | 97 | 19 | +78 |
| VII    | Villarreal CF  | 2.44  | 61   | 25 | 19 | 4 | 2 | 67 | 19 | +48 |
| II     | Athletic Club  | 2.28  | 57   | 25 | 18 | 3 | 4 | 64 | 21 | +43 |